# Scelolophia hegeter
Scelolophia hegeter är en fjärilsart som beskrevs av Dyar 1913. Scelolophia hegeter ingår i släktet Scelolophia och familjen mätare. Inga underarter finns listade.